# Таджвид
Таджви́д (араб. تجويد‎) — правило орфоэпического чтения Корана и соответствующая кораническая дисциплина (’ильм ат-таджвид), посредством которой достигается правильное чтение Корана, что должно исключить искажения смысла.

## Таджвид словами учёных
Таджвид имеет следующее определение:

Таджвид — это наука, через которую узнают, как давать каждому звуку должное и полагающееся по артикуляции и её свойствам.
Оригинальный текст (ар.)اَلتَّجْوِيدُ عِلْمٌ يُعْرَفُ بِهِ إِعْطَاءُ كُلِّ حَرْفٍ حَقَّهُ وَمُسْتَحَقَّهُ مَخْرَجًا وَصِفَةً

Не нужно думать, что таджвид существует для того, чтобы усложнять произношение — напротив, он предназначен для исправления чтения Корана и произношения букв именно так, как это делал пророк.
По этому поводу имам Джазарий сказал:

Таджвид — это не жевание языка, не гортанные звуки, не искривление челюсти, не содрогание голоса, не удлинение удвоения, не прерывание долготы, не звонкость чтения в нос и не сжатие буквы «ра»…
Оригинальный текст (ар.)ليس التجويد بتمضيغ اللّسان ولا بتقعير الفم ولا بتعويج الفكّ ولا بترعيد الصوت ولا بتمطيط الشدّ ولا بتقطيع المدّ ولا بتطنين الغنّات ولا بحصرمة الراءات.

- Жевание языка: Это случай, когда человек говорит так, как будто у него что-то во рту.
- Гортанные звуки: Это случай, когда человек говорит так, как будто все буквы выходят из гортани.
- Искривление челюсти: Это случай, когда человек говорит, смягчая все буквы. При этом его чтение напоминает детский голос.
- Содрогание голоса: Это случай, когда у человека содрогается голос, как будто бы он мёрзнет или готов заплакать. Но это простительно тогда, когда содрогание голоса происходит под впечатлением от прочитанного.
- Удлинение удвоения: Это случай, когда человек слишком долго останавливается на удвоенных согласных.
- Прерывание долготы: Это случай, когда человек тянет долгие гласные, то понижая, то повышая голос.
- Звонкость чтения в нос: Это чрезмерное растягивание тех букв, которые читаются с назализацией (اَلْغُنَّةُ).
- Сжатие буквы «ра»: Это случай, когда у человека происходит прерывание чтения в букве «ر».

Так что чтение должно быть «обычным, как разговор от рождения, как это делали арабы, не впадая в неестественность» (А. Р. Суайд).
Суть таджвида — в освоении произношения арабских звуков в вариантах их классической (коранической) фонетики посредством махража.
Махраж — это использование установленных механизмов произношения каждого звука и его вариантов, позволяющих достигать должного звучания.
Языковое значение таджвида: улучшать, делать лучше, но когда это слово употребляется к тексту Корана, то определением этого слова является — давать каждой букве её правила и характеристику, выходы и свойства, правила начала и остановки.
Изучение таджвида является фард-кифая, согласно хадису Пророка: «Наилучший из вас тот, кто изучает Коран и обучает ему других».
Чтение же Корана по правилам таджвида является фард-айн. Аллах сказал в Коране: «И читайте Коран правильно» (Муззаммиль 4).
Изучать таджвид необходимо потому, что при чтении Корана нельзя допускать ошибок, а это возможно только при изучении таджвида.

## Основные правила

### Изхар

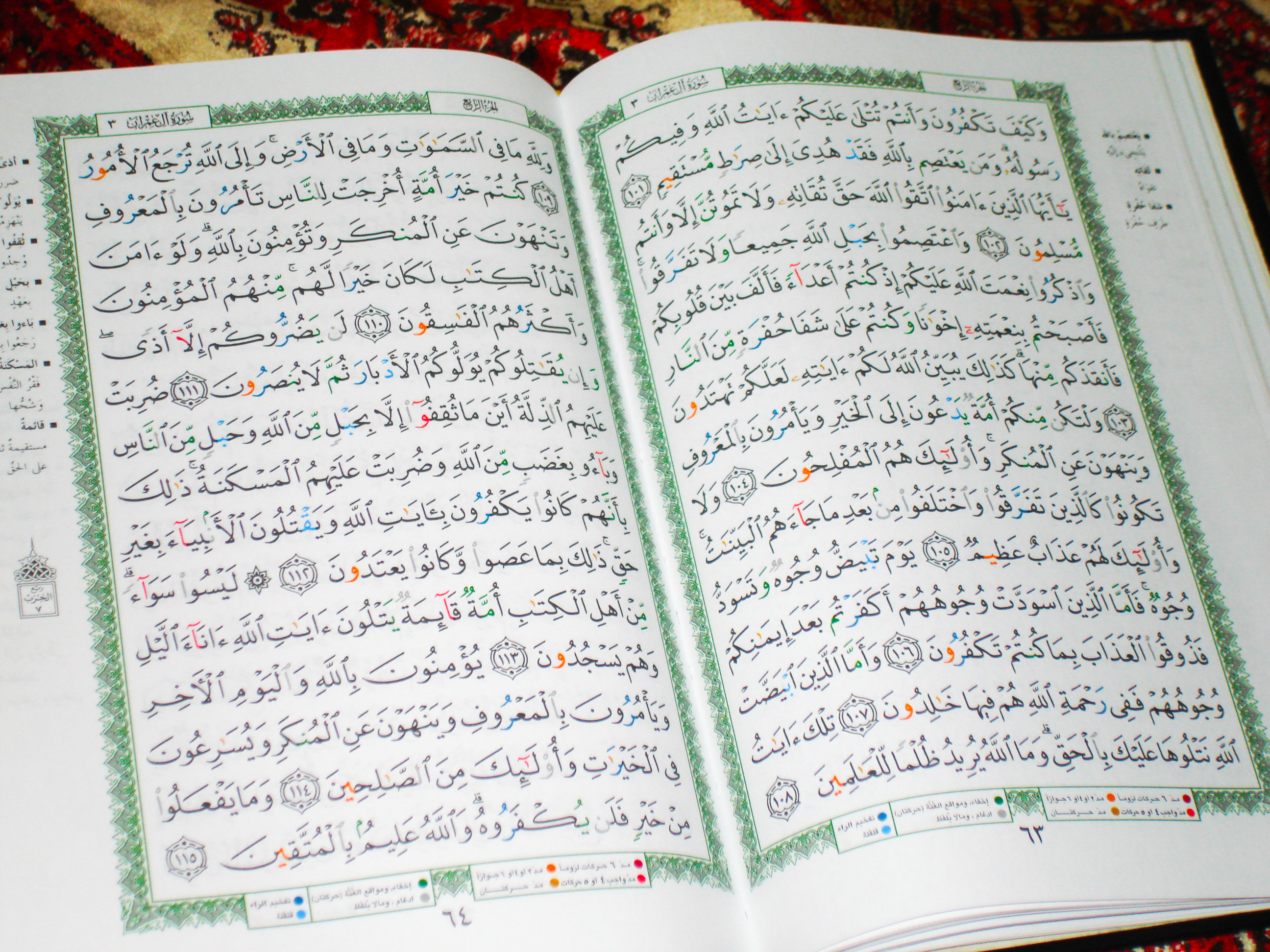
Страница Корана

Аль-Изхар (الاظهار, с араб. — «ясное чтение») — чистое произношение каждой буквы, без назализации. Если после нун сукуна или тануина стоит буква изхара, то это правило изхара.
Буквы изхара: ء,ه,ع,ح,غ,خ

### Калькаля
Аль-Калькаля (القلقلة, с ар.: трясение, движение) — чёткое произнесение буквы, огласованной сукуном.
Всего букв калькаля 5: ﻕ ﺩ ب ﺝ ﻁ. Мнемоническое правило для их запоминания — слово قًطْبُ جَدٌّ.
- «Большая калькаля» (قلقلة كبرى) — наивысшая степень чёткости и ясности — когда буквы с сукуном стоят в конце слова с удвоением. Например: الحجّ ,الحقّ.
- «Средняя калькаля» (قلقلة وسطى) — средняя степень, буквы с сукуном стоят в конце слова, но без удвоения. Читается чётко и ясно, но уже не так как в первом случае. Например: مِنْ عَلَقٍ,احد.
- «Маленькая калькаля» (قلقلة صغرى) — самая малая степень, буквы с сукуном стоят в середине слова. Например: الفجْر بطْشة.

### Идгам
Аль-Идгам (اَلْاِدْغَام) — это (с ар. Ассимиляция (удвоение)) когда «нун-сукун» или «танвин» в конце слова превращается в последующую букву, удваивая её, и впоследствии эта буква читается с «ташдидом».
При встрече «нун-сукуна» или «танвина» с буквами: م ن و ي , «нун-сукун» не читается, превращается в последующую букву, и последующая буква удваивается. Удвоение происходит с назализацией — это называется «идгам магал гунна».
Если же за «нун-сукуном» или «танвином» следует одна из двух букв: ل ر , то удвоение происходит без назализации и называется «идгам биля гунна».

### Мад тамкин
Мад (араб. الْمَدّ продление, удлинение) — удлинение гласного звука. В арабском языке гласные подразделяются на краткие и долгие, краткие гласные передаются на письме огласовками. Для обозначения долгих гласных используются так называемые слабые буквы, которые также называются буквами удлинения (حُرُوفُ الْمَدّ хуруф уль мад): ا و ي. Данные буквы при определенных условиях служат удлинению гласных звуков. Например, долгий [у] передается сочетанием буквы و с огласовкой дамма над предыдущей буквой: ـــُ و, долгий [и] передается сочетанием буквы ي с огласовкой кясра под предыдущей буквой: ـــِ ي , а долгий [а] передается сочетанием буквы «алиф» ا с огласовкой фатха над предыдущей буквой: ـــَ ا . При этом слабые буквы ا و ي во всех трех случаях должны быть без огласовки, с сукуном.
Существует целый ряд правил удлинения, например:
Мад тамкин  مَدُّ التَّمْكِينِ (араб. укрепление, утверждение), который можно отнести к لَوَاحِقُ الْمَدِّ (араб. «связанные обстоятельства»).
Если перед يْ с сукуном стоит буква, огласованная кясрой [ــــِــ], а после опять идет ي с любой огласовкой (يَ , يِ , يُ), или если перед وْ с сукуном стоит буква, огласованная даммой [ ــــُــ], а после опять идет و с любой огласовкой (وَ, وِ, وُ), то звук тянется с усилением на 2 счета.
Например, в выражении: لَفِيْ عِلِّيِّيْنَ по правилу мад тамкин слово عِلِّيِّيْنَ читается ‘иллиййиина.
Мад тамкин встречается и в Коране, например, в суре Семейство Имрана в аяте 20: وَالْأُمِّيِّينَ أَأَسْلَمْتُمْ